# Andrena concinnula
Andrena concinnula är en biart som först beskrevs av Cockerell 1898.  Andrena concinnula ingår i släktet sandbin, och familjen grävbin. Inga underarter finns listade i Catalogue of Life.